# Kévin Monzialo
Kévin Monzialo Bokolo (* 28. Juli 2000 in Pontoise) ist ein kongolesisch-französischer Fußballspieler.

## Karriere

### Verein
Monzialo begann seine Laufbahn in der Jugend des SM Caen. 2018 absolvierte er eine Partie für die zweite Mannschaft in der fünftklassigen National 3. Im Sommer 2018 wechselte er nach Italien zu Juventus Turin. Am 18. April 2019 gab er beim 2:1 gegen die AC Gozzano sein Debüt für die Reserve der Turiner in der drittklassigen Serie C, als er kurz vor Spielende eingewechselt wurde. Dies blieb sein einziger Ligaeinsatz für die Zweitmannschaft der Italiener. Im Sommer 2019 schloss er sich auf Leihbasis dem Schweizer Zweitligisten Grasshopper Club Zürich an. Bis Saisonende bestritt er als Einwechselspieler sieben Spiele in der Challenge League. Nach Leihende kehrte er zu Juventus zurück, bevor der Linksaußen im Oktober 2020 an den FC Lugano verliehen wurde. Im Januar 2021 wurde er von den Tessinern fest verpflichtet und kam in seiner Premierensaison in Lugano zu vier Kurzeinsätzen in der erstklassigen Super League. In der Saison 2021/22 absolvierte er bis zur Winterpause drei Partien für Lugano.
Im Januar 2022 wurde Monzialo an den österreichischen Zweitligisten SKN St. Pölten verliehen. Bis zum Ende der Leihe kam er zu zwölf Einsätzen in der 2. Liga, in denen er ein Tor erzielte. Im Juli 2022 wurde er vom SKN dann fest verpflichtet. Nach der Saison 2023/24 verließ er St. Pölten.
Im August 2024 wechselte Monzialo anschließend in die Niederlande zum Zweitligisten FC Den Bosch.

### Nationalmannschaft
Monzialo spielte im Juni 2018 zweimal für die französische U-18-Auswahl. Im September 2022 wurde er erstmals für die A-Nationalmannschaft der Republik Kongo nominiert. Sein Debüt für diese gab er im selben Monat in einem Testspiel gegen Madagaskar.